# Giải bóng đá Giáo sĩ
Giải bóng đá Giáo sĩ (tiếng Latinh: Clericus Cup) là một giải bóng đá được tổ chức thường niên với sự tranh tài của các đội bóng thuộc các chủng viện của Giáo hội Công giáo Roma. Ở mùa bóng thứ tư (năm 2010), giải đấu đã thu hút 16 trường, các cầu thủ tham gia đến từ 65 quốc gia khác nhau, phần lớn là Brasil, Ý, México và Hoa Kỳ. Họ là chủng sinh của Giáo hội hoặc các linh mục. Giải đấu được thành lập vào năm 2007 do sáng kiến của Hồng y Quốc vụ khanh Vatican Tarcisio Bertone - một người hâm mộ bóng đá. Giải do Italy Sports Center (ISC) - một tổ chức Công giáo xúc tiến thông qua các hoạt động thể thao được Tòa Thánh ủy quyền tổ chức, mùa bóng thứ bảy khởi tranh vào đầu năm 2013.
Mục tiêu chính thức của giải đấu là để "phục hồi năng lực thể thao truyền thống trong cộng đoàn Kitô hữu" và đã được gọi là "Giải vô địch bóng đá Thế giới Giáo sĩ" Nói cách khác, nó được tổ chức nhằm cung cấp một sân chơi thể thao thân thiện cho hàng ngàn chủng sinh đến từ nhiều quốc gia khác nhau đang học tập ở Roma.

## Lịch sử
Năm 2003, Jim Mulligan - một chủng sinh thuộc Đại học Giáo hoàng Beda thành lập một giải đấu loại trực tiếp gồm tám đội bóng quốc tế đến từ các trường thuộc Hệ thống Đại học Rôma. Giải này về sau được gọi là THE ROME CUP. Trận đấu đầu tiên của giải diễn ra vào tháng 5 năm 2003 giữa Đại học Giáo hoàng Beda và Đại học Giáo hoàng Đấng Đáng Kính người Anh. Jim Mulligan bây giờ là một linh mục thuộc tổng giáo phận Westminster, Luân Đôn và ông vẫn tiếp tục các hoạt động thể thao của mình nhằm để quyên tiền cho các dự án khác của Giáo hội.
Mùa giải đầu tiên diễn ra từ tháng 2 đến tháng 5 năm 2007. Mùa giải thứ hai bắt đầu vào tháng 11 năm 2007 và kết thúc vào ngày 3 tháng 5 năm 2008. Mùa giải thứ ba từ tháng 2 đến tháng 5 năm 2009. Mùa giải thứ tư được chơi từ tháng 2 đến tháng 5 năm 2010. Mùa giải thứ năm bắt đầu vào tháng 2 năm 2011.
Trong mùa giải thứ hai, trận khai mạc và trận chung kết được tổ chức tại Sân vận động dei Marmi ở Roma, từng tổ chức các giải đấu của Thế vận hội Mùa hè 1960. Ở mùa giải thứ ba, trận khai mạc do trọng tài hàng đầu của Ý là Stefano Farina điều khiển.
Mùa giải 2009 đã thu hút 16 đội, đại diện cho 15 chủng viện quốc tế, cùng với Đại học Gregorian. Mùa bóng này chia thành hai bảng: A và B. Bảng A gồm bốn chủng viện cấp quốc gia (Đại học Giáo hoàng Bắc Mỹ, Đại học Pio-Brasiliano, Đại học Chủng viện Pháp và Đại học Chủng viện Ba Lan), Đại học San Paolo, Đại học Mater Ecclesiae, Đại học Sant'Anselmo và Đại học Gregorian.
Bảng B gồm các trường: Mexican, Chủng viện Giáo hoàng Rôma, Đại học Giáo hoàng Urbanianum (các cầu thủ chủ yếu từ châu Phi và Đông Á), Học viện tôn giáo Augustinianum, Sedes Sapientiae, Redemptoris Mate và Guanelliani Internazionale. Hai trường Almo Collegio Capranica và Pio Latinh sáp nhập để thành đội Almo-Pio.

## Tin tức bên lề

Thẻ xanh dương dùng để phạt 5 phút ngồi băng ghế dự bị cho cầu thủ có hành vi phi thể thao.

Mặc dù là giải không chuyên nhưng Clericus Cup thực sự là một giải đấu có khán giả, cổ động viên, nhà tài trợ và áp dụng treo biển quảng cáo trên các đường biên sân. Giải bóng đá này có những điểm khác biệt: các trận đấu chỉ kéo dài trong một giờ đồng hồ và không được tổ chức vào ngày Chủ nhật, đơn giản vì Giáo hội Công giáo coi đó là ngày của Chúa, phải nghỉ ngơi dành cho việc thờ phượng. Thay vì sử dụng thẻ vàng và thẻ đỏ theo luật bóng đá thông thường, Giải bóng đá Giáo sĩ sử dụng thẻ xanh dương để phạt 5 phút ngồi ghế dự bị cho cầu thủ có hành vi phi thể thao.
Trong hai mùa bóng đầu tiên, báo chí quốc tế thường tập trung vào các sự kiện bên lề của giải. Tại mùa thứ hai của giải đấu, một số tờ báo quốc tế tìm thấy sự nhiệt tình của người hâm mộ giải nên đã đưa tin. Câu lạc bộ Redemptoris Mater là câu lạc bộ có số lượng fan đông đảo nhất. Đại học Giáo hoàng Bắc Mỹ cũng sử dụng một cái loa làm khó chịu cả hai đội chơi và người dân xung quanh nơi sân bóng. Điều này đã khiến chính quyền địa phương thông qua một sắc lệnh cấm sử dụng tambourines, nhạc cụ gõ và loa trong giờ sáng, khi hầu hết các trận đấu của giải đều diễn ra lúc này.

## Các trận chung kết
| 2007 | Redemptoris Mater            | 1–0 | Đại học Giáo hoàng Lateran   | Mater Ecclesiae   | 3–1             | Sedes Sapientiae                  |
| 2008 | Mater Ecclesiae              | 2–1 | Redemptoris Mater            | UCro              | 2–1             | Đại học Giáo hoàng Bắc Mỹ         |
| 2009 | Redemptoris Mater            | 1–0 | Đại học Giáo hoàng Bắc Mỹ    | Mater Ecclesiae   | 2–0             | Trường Cao đẳng Giáo hoàng Bắc Mỹ |
| 2010 | Redemptoris Mater            | 1–0 | Đại học Giáo hoàng Bắc Mỹ    | Đại học Brazilian | 6–1             | Guanelliani                       |
| 2011 | Đại học Giáo hoàng Gregorian | 3–1 | Angelicum                    | Sedes Sapientiae  | 2–1             | Đại học Giáo hoàng Bắc Mỹ         |
| 2012 | Đại học Giáo hoàng Bắc Mỹ    | 3–0 | Đại học Giáo hoàng Gregorian | Sedes Sapientiae  | 0–0 (4–3, h.p.) | Mater Ecclesiae                   |
| 2013 | Đại học Giáo hoàng Bắc Mỹ    | 1–0 | Mater Ecclesiae              | Đại học Urbano    | 1–3             | Redemptoris Mater                 |